# Targeted drug delivery
 (juillet 2014).
Le contenu est difficilement compréhensible vu les erreurs de traduction, qui sont peut-être dues à l'utilisation d'un logiciel de traduction automatique.
La délivrance de médicament ciblée, parfois appelée administration de médicaments « intelligents », est un procédé d'administration de médicament qui vise à augmenter la concentration du médicament dans certaines parties du corps par rapport aux autres. L'objectif de cette administration est de prolonger, localiser, cibler et avoir une interaction protégée entre le médicament et le tissu malade. Le système conventionnel de délivrance de médicament est l'absorption du médicament à travers une membrane biologique, alors que le système de libération ciblée libère le médicament sous une forme de dosage unitaire. Les avantages du système de libération ciblée sont la réduction de la fréquence des doses prises par le patient, présentant un effet plus uniforme du médicament, la réduction des effets secondaires, et la fluctuation réduite des taux de médicaments circulants. L'inconvénient de ce système est le coût élevé, ce qui rend plus difficile la productivité, et la réduction de la capacité d'ajuster les dosages.
Les systèmes de délivrance de médicaments ciblés ont été mis au point pour optimiser les techniques de régénération. Le système est basé sur un procédé qui offre une certaine quantité d'un agent thérapeutique pour une période de temps prolongée à une région malade cible dans le corps. Cela aide à maintenir les niveaux plasmatiques et tissulaires des médicaments nécessaires dans le corps, ce qui empêche tout endommagement du tissu sain par l'intermédiaire du médicament. Le système de délivrance de médicaments est hautement intégré et nécessite l'intervention d'experts de diverses disciplines, comme les chimistes, biologistes et ingénieurs, qui doivent unir leurs forces pour optimiser ce système

## Contexte
Dans les administrations traditionnelles de médicaments tels que les systèmes d'ingestion ou injection intravasculaire, le médicament est distribué dans tout le corps par le système de circulation sanguine. Pour la plupart des agents thérapeutiques, seule une petite portion du médicament atteint l'organe affecté. La délivrance de médicament ciblée vise à concentrer le médicament dans les tissus d'intérêt, tout en réduisant la concentration relative du médicament dans les tissus restants. Par exemple, en évitant les mécanismes de défense de l'hôte et l'inhibition de la distribution non spécifique dans le foie et la rate, un système peut atteindre le site d'action dans des concentrations plus élevées. L'administration ciblée est censé améliorer l'efficacité tout en réduisant les effets secondaires.
Lors de la mise en œuvre d'un système de libération ciblée, les critères de conception suivants pour le système doivent être pris en compte : les propriétés des médicaments, les effets secondaires des médicaments, l'itinéraire emprunté pour la délivrance du médicament, le site ciblé, et la maladie.
L'augmentation de développements de nouveaux traitements nécessite un micro-contrôle qui ne s'accomplit que par la mise en œuvre d'agents thérapeutiques dont effets supplémentaires peuvent être évités avec administration ciblée de médicaments. Les progrès dans le domaine de l'administration ciblée de médicaments pour le tissu cardiaque seront une partie intégrante de la régénération du tissu cardiaque.
Il existe deux types de livraison ciblée de médicaments : livraison active et ciblée de médicaments, comme certains anticorps, et la livraison ciblée passive de la drogue, comme la perméabilité accrue et effet de rétention (en) (EPR-effet).

## Véhicules de livraison
Il existe différents types de véhicules d'administration de médicaments, tels que les micelles polymères, des liposomes, des vecteurs de médicaments à base de lipoprotéines, des supports de médicaments nanoparticules, des dendrimères, etc. Un véhicule de délivrance de médicament idéal doit être non toxique, biocompatible, non immunogène, biodégradable, et doit éviter d'être remarqué par les défenses immunitaires de l'hôte[réf. nécessaire].

### Les liposomes
Les liposomes sont des structures composites à base de phospholipides et peuvent contenir de petites quantités d'autres molécules. Bien que les liposomes puissent varier en taille de basse gamme du micromètre à plusieurs dizaines de micromètres, les liposomes unilamellaires, comme décrit ici, sont typiquement dans la gamme de taille inférieure, avec divers ligands de ciblage fixés à leur surface, ce qui permet à leur surface la fixation et l'accumulation dans les zones pathologiques pour le traitement de la maladie.
Le véhicule le plus commun actuellement utilisé pour la livraison ciblée de médicaments est le liposome Les liposomes sont non toxiques, non hémolytique, et non immunogènes, même à des injections répétées, ils sont biocompatibles et biodégradables et peuvent être conçus pour éviter la clairance (mécanismes du système réticulo-endothélial (RES), la clairance rénale, chimique ou inactivation enzymatique, etc),. Les nanoparticules à base de lipides, couvertes de ligands, peuvent stocker leur charge utile dans l'enveloppe hydrophobe ou hydrophile à l'intérieur en fonction de la nature du médicament / agent de contraste utilisé.
Le seul problème à l'utilisation de liposomes in vivo est leur adoption immédiate et l'approbation par le système RES et leur relativement faible stabilité in vitro. Pour combattre cela, du polyéthylène glycol (PEG) peut être ajoutée à la surface des liposomes. L'augmentation du pourcentage en moles de PEG à la surface des liposomes de 4-10% a augmenté de manière significative le temps de circulation in vivo de 200 à 1 000 minutes.

### Micelles et les dendrimères
Un autre type de véhicule de livraison de médicament utilisé est les polymères micelles. Ils sont préparés à partir de certains copolymères amphiphiles composés de deux unités monomères hydrophiles et hydrophobes. Ils peuvent être utilisés pour transporter des médicaments ayant une faible solubilité. Cette méthode offre peu en termes de contrôle de la taille ou de malléabilité de la fonction. Des techniques qui utilisent des polymères réactifs avec un additif hydrophobe pour produire de plus grandes micelles, créant une gamme de tailles, ont été développées.
Les dendrimères sont également des véhicules de livraison à base de polymères. Ils ont un noyau qui se ramifie dans des intervalles réguliers pour former une nanoparticule petite, sphérique, et très dense

### Particules biodégradables
Les particules biodégradables ont la possibilité de cibler les tissus malades ainsi que de livrer leur charge utile en tant que traitement à libération contrôlée. Des particules biodégradables portant les ligands sur la sélectine P, sélectine endothéliale (sélectine E) et ICAM-1 ont été trouvées pour adhérer à l'inflammation de l'endothélium Par conséquent, les particules biodégradables peuvent être également utilisées pour le tissu cardiaque.

### Structures ADN artificielles
Le succès de la nanotechnologie en ADN dans la construction et la conception de nanostructures à base d'acides nucléiques comme l'ADN, combiné avec la démonstration de systèmes d'ordinateurs à ADN, a conduit à la spéculation que les nanocomposants artificiels d'acides nucléiques pourraient être utilisés pour cibler l'administration de médicaments basée sur la détection directe de son environnement. Ces procédés font appel à de l'ADN uniquement en tant que matériau de structure et d'un produit chimique, et ne font pas usage de son rôle biologique de support de l'information génétique. Des circuits logiques d'acides nucléiques susceptibles d'être utilisées en tant que noyau d'un système qui libère un médicament uniquement en réponse à un stimulus spécifique, tel qu'un ARNm, ont été mis en évidence. En outre, une «boîte» en ADN avec un couvercle contrôlable a été synthétisée en utilisant la méthode d'origami ADN. Cette structure pourrait encapsuler un médicament dans son état fermé, et l'ouvrir pour libérer seulement en réponse à un stimulus désiré.

## Applications
L'administration ciblée de médicaments peut être utilisée pour traiter de nombreuses maladies, comme les maladies cardio-vasculaires et le diabète. Cependant, l'application la plus importante de cibler l'administration de médicaments est de traiter les tumeurs cancéreuses.
L'association American Heart évalue les maladies cardiovasculaires comme la première cause de décès aux États-Unis. Chaque année, 1,5 million d'infarctus du myocarde, aussi connus sous le nom de crises cardiaques, se produisent aux États-Unis, entraînant 500 000 morts. Les coûts liés à des attaques cardiaques dépassent les 60 milliards de dollars chaque année. Par conséquent, il est nécessaire d'arriver à un système de récupération optimale. La clé pour résoudre ce problème réside dans l'utilisation efficace des médicaments pharmaceutiques qui peuvent être ciblés directement sur le tissu malade. Cette technique peut aider à développer beaucoup plus la médecine régénératrice pour soigner diverses maladies. Le développement d'un certain nombre de stratégies de régénération au cours des dernières années pour guérir la maladie cardiaque représente un changement de paradigme des approches traditionnelles visant à gérer une maladie cardiaque.
La thérapie par cellules souches peut être utilisée pour aider à régénérer le tissu du myocarde et par la même occasion la fonction contractile du cœur en créant / soutenant un microenvironnement avant l'infarctus. L'évolution de la délivrance ciblée de médicaments vers les tumeurs a fourni les bases pour le domaine en plein essor de la livraison ciblée de médicaments dans les tissus cardiaques. Des développements récents ont montré qu'il existe différentes surfaces endothéliales dans des tumeurs, ce qui a conduit à la notion d'adhésion cellulaire endothéliale de molécules dans la délivrance de médicament aux tumeurs ciblées.